# Upplands runinskrifter 1105
Upplands runinskrifter 1105 är en försvunnen vikingatida runsten i Åloppe, Bälinge socken och Uppsala kommun. Stenens höjd är omkring 2 meter och bredden cirka 0,9 meter. Ristningen pryds av ett så kallat "korsat kors". De korsade korsen förknippas med runristaren Likbjörn, se U 1074, och Erik Brate har attribuerad ristningen U 1105 till honom. Stenen var svårt skadad redan på 1600-talet och har varit försvunnen sedan länge.

## Inskriften
Translitterering av runraden:
[... · lit ... ... (s)igfast + fa+þur ...]
Normalisering till runsvenska:
... let ... ... Sigfast, faður ...
Översättning till nusvenska:
... lät ... (efter) Sigfast, (sin) fader ...